# Ибшир Мустафа-паша
Ибши́р Мустафа́-паша́ (тур. İbşir Mustafa Paşa; 1607 — 11 мая 1655, Стамбул) — османский государственный деятель, великий визирь (1654–1655) в правление султана Мехмеда IV.

## Биография
Ибшир Мустафа-паша с юности служил под командованием своего дяди Абаза-паши, государственного деятеля и военачальника Османской империи, который возглавлял мятежи против султанов Мустафы I и Мурада IV. После поражения восставших, Абаза-паша был помилован султаном Мурадом IV, который назначил его бейлербеем Боснии. Ибшир Мустафа-паша участвовал в военных походах под командованием своего дяди, в том числе и набеге на Польшу в сентябре 1633 года, в результате которого была захвачена богатая добыча. 
После казни своего дяди в 1634 году Мустафа-паша уехал в Стамбул, где стал сторонником великого визиря Кара Мустафа-паши. Пройдя обучение в Эндеруне, Ибшир Мустафа-паша получил должность мирахура и участвовал в военных походах под командованием Мурада IV. После взятия Багдада Ибшир Мустафа-паша был назначен на должность великого мирахура. 
В последующие годы он занимал должности бейлербея Будина (1639–1640, 1645), Силистры, Румелии (1640–1641), Мараша (1642), Карамана, Мосула и Дамаска (1646). В 1647 году Ибшир Мустафа-паша был назначен бейлербеем Сиваса и успешно подавлял мятежи, казнив Варвара Али-пашу, а его отрубленная голова была отправлена в Стамбул. В декабре 1649 года Ибшир Мустафа-паша был назначен вновь бейлербеем Дамаска, но потерпел неудачу, пытаясь подавить восстание друзов, в стычке с которыми он был тяжело ранен. 
В 1651 году примкнул к восстанию своего родственника Абаза Хасана и его войско вместе с войсками мятежников захватило Анкару и Эскишехир, в которых местные чиновники были убиты восставшими. Затем Ибшир Мустафа-паша вновь был назначен на должность бейлербея Алеппо, где он добился примирения враждовавших между собой янычар и сипахов. Помимо этого, под его руководством были проведены финансовые и административные реформы в регионе, увеличив срок службы местных чиновников и судей. 
28 октября 1654 года Ибшир Мустафа-паша был назначен на должность великого визиря, но он остался в Алеппо до февраля 1655 года. Приехав в Стамбул, Ибшир Мустафа-паша начал снимать с должностей визирей, конфисковывая их имущество, а некоторых своих противников он устранял путём убийств, что вызвало недовольство его сторонников. 
8 мая 1655 года в Стамбуле произошло восстание янычаров и сипахов, которые разграбили дом великого визиря. Ибшир Мустафа-паша скрывался во дворце Топкапы и добровольно отдал султану Мехмеду IV печать великого визиря. Ибшир Мустафа-паша был отправлен в тюрьму, где спустя три дня был казнён. Его тело было отвезено на кладбище и похоронено около могилы Кеманкеша Кара Мустафы-паши.